# Museu Ferroviário de Chaves
O Espaço Museológico de Chaves fica situado no centro da cidade de Chaves, no Bairro de Santa Maria Maior, no antigo espaço ferroviário, ocupando as instalações da antiga cocheira daquela estação, terminus da Linha do Corgo.

## Espólio
- Locomotiva E 161 (1905)
- Locomotiva E 41 (1904)
- Locomotiva E 203 (1911)
- Quadriciclo motorizado (início da década de 30)
- Ambulância postal APEyf 27 (1954)
- Bomba de incêndio manual
- Vagão de bordas baixas 3885014
- Vagão de bordas baixas 3886004